# Stephen Jones (atleet)
Stephen McNelly Jones (25 juli 1978) is een Barbadiaans atleet, die is gespecialiseerd in de 110 meter horden. Eenmaal nam hij deel aan de Olympische Spelen, maar bleef medailleloos. Hij werd driemaal Barbadiaans kampioen op de 110 m horden.

## Biografie
Jones nam deel aan de 110 m horden op de Olympische Spelen van 2004. In Athene eindigde hij in een nieuwe persoonlijke besttijd als vierde in zijn reeks, waarmee hij zich kon plaatsen voor de kwartfinales. Hij geraakte niet door de kwartfinales.

## Titels
- Barbadiaans kampioen 110 m horden – 2001, 2004, 2006

## Persoonlijke records
Outdoor
| Onderdeel    | Prestatie | Datum            | Plaats |
| ------------ | --------- | ---------------- | ------ |
| 110 m horden | 13,56 s   | 24 augustus 2004 | Athene |

Indoor
| Onderdeel   | Prestatie | Datum           | Plaats       |
| ----------- | --------- | --------------- | ------------ |
| 55 m horden | 7,28 s    | 17 januari 2004 | Fayetteville |
| 60 m horden | 7,76 s    | 10 maart 2000   | Gainesville  |